# BMW X1 (E84)
BMW X1 E84 — це субкомпактний позашляховик класу люкс, який випускався з 2009 по 2015 рік. Це перше покоління моделі BMW X1, яке було замінено на F48 BMW X1 у середині 2015 року.

## Розробка та запуск
Розробка автомобіля почалася в 2006 році, коли ціни на бензин зростали, і BMW визначив потребу в меншій і більш ефективній моделі в лінійці SUV. У результаті було повідомлено, що BMW скоротила час розробки та підготовки до виробництва на 40 відсотків порівняно з попередніми моделями Серії X.
Директор проекту X1 Пітер Кіст прокоментував, що «ніколи раніше BMW не випускав модель, яка призначена для такого широкого кола клієнтів». Він зазначив, що він підходить для молоді та людей похилого віку, і оскільки X1 є першим BMW X серії, доступним у комплектації sDrive (двоколісний привід), він підходить для клієнтів, яким не потрібні позашляхові можливості.
E84 X1 був представлений у майже серійному прототипі під назвою Concept X1, який було представлено на Паризькому автосалоні в жовтні 2008 року.
Остаточна серійна версія X1 базується на тій самій платформі, що використовується в серії E90 3, і обидва мають однакову 2 760 мм (108,7 дюйм) колісну базу. Платформа також використовується в Zinoro 1E, який є повністю електричним кросовером на основі X1 із заднім розташуванням 125 кВт (168 к.с.) електродвигун, що виробляє 250 Н·м (184 фунтів·фут) крутного моменту.
X1 доступний у варіантах із заднім приводом (продається як sDrive) і повнопривідним (XDrive) із заднім ухилом 40/60.

## Обладнання
X1 пропонує 420 л (14,8 кубічних футів) обсягу багажника. Задні сидіння можна скласти у співвідношенні 40:20:40, що збільшує простір для зберігання речей до 1350 л (47,7 кубічних футів). У стандартну комплектацію входять двозонний клімат-контроль, датчики паркування, 17-дюймові легкосплавні диски та система рекуперативного гальмування. З 2012 року X1 також пропонується в комплектаціях xLine, Sport і M Sport.
Моделі xDrive25i та 35i доступні лише з 6-ступінчастою автоматичною коробкою передач. Решта модельного ряду отримує 6-ступінчасту механічну коробку передач, а всі моделі (крім sDrive20d EfficientDynamics) опціонально доступні з автоматичною коробкою передач. Моделі 18i і 23d отримують 6-ступінчасту автоматичну коробку передач, а моделі 20i, 16d і 25d доступні з 8-ступінчастою автоматичною коробкою передач.
Моделі 28i, 18d і 20d мали 6-ступінчасту автоматичну коробку передач до 2011 року, перш ніж її замінили 8-ступінчастою коробкою передач.

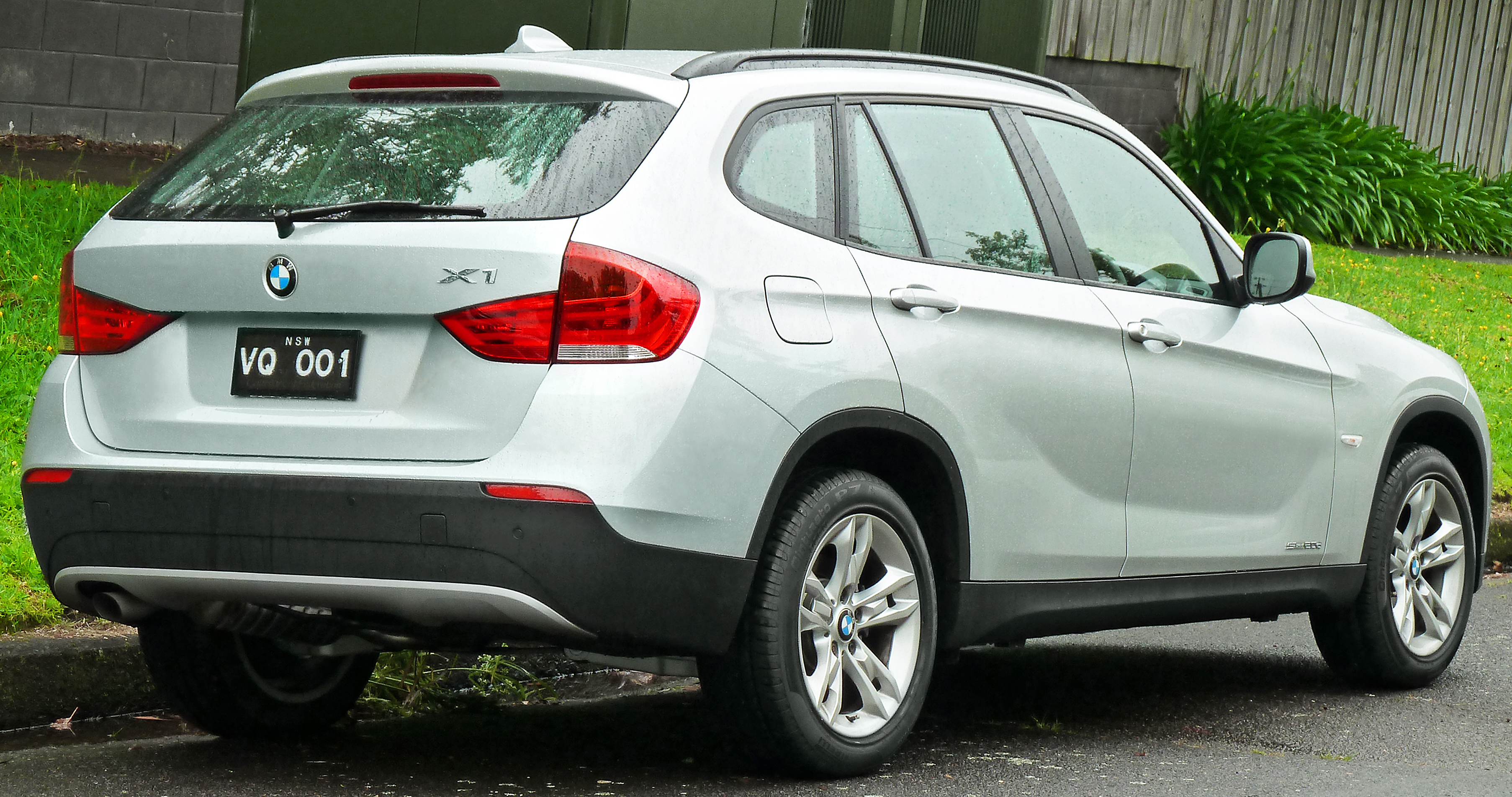
BMW X1 sDrive20d 2010-2011 (Австралія, до фейсліфтингу)
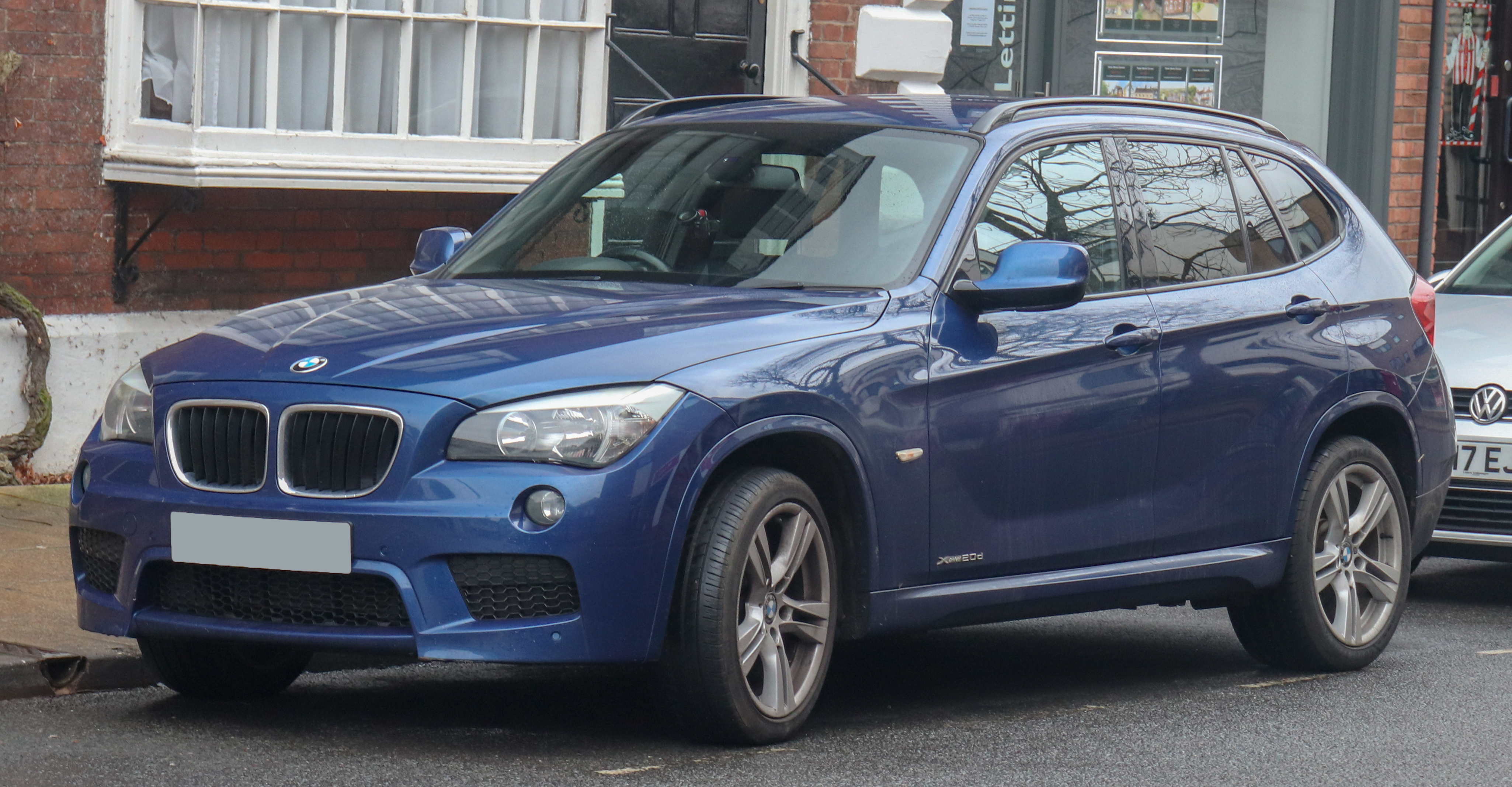
Вид спереду
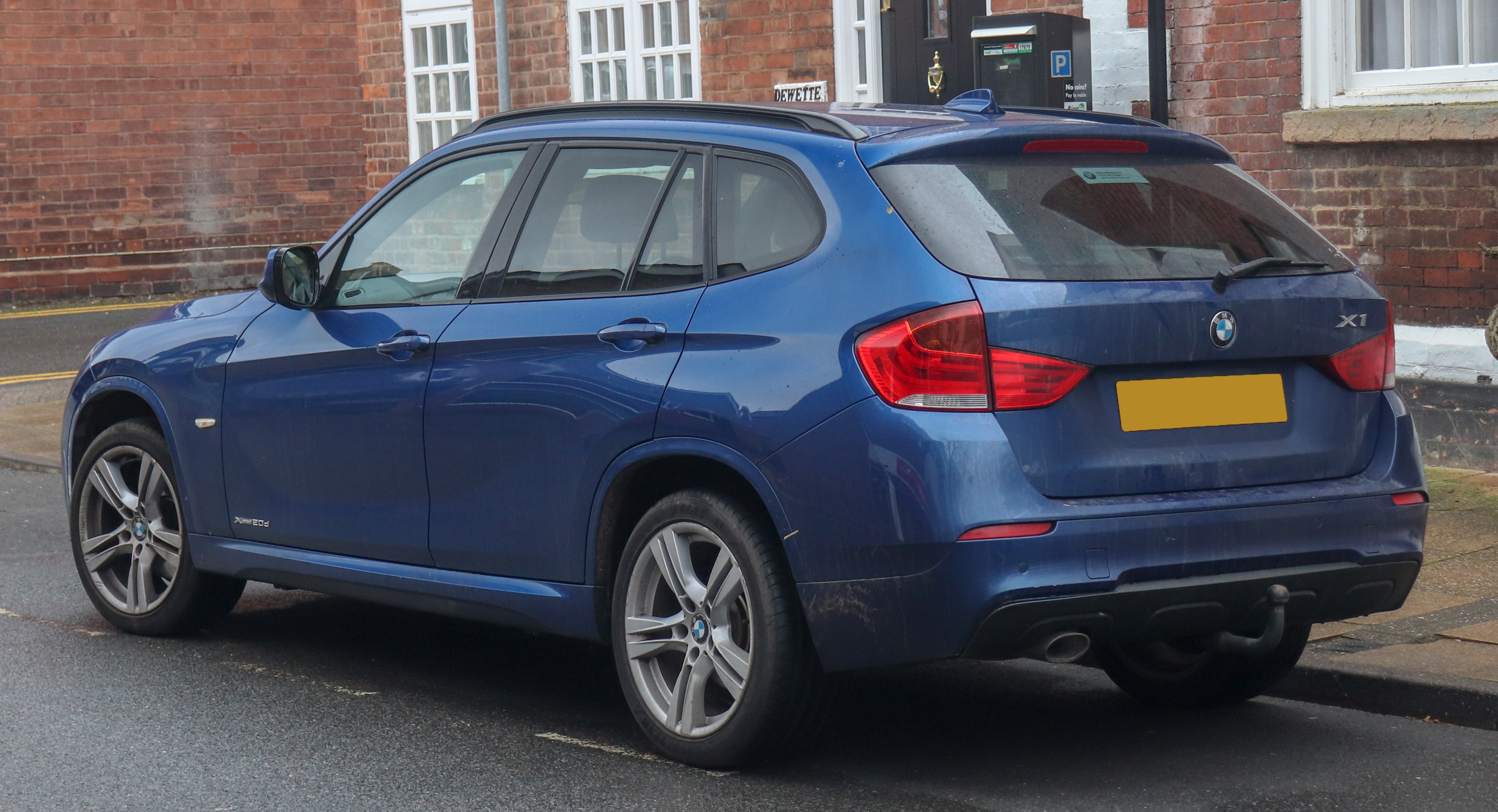
2011 BMW X1 xDrive20d M Sport (Великобританія, до фейсліфтингу)
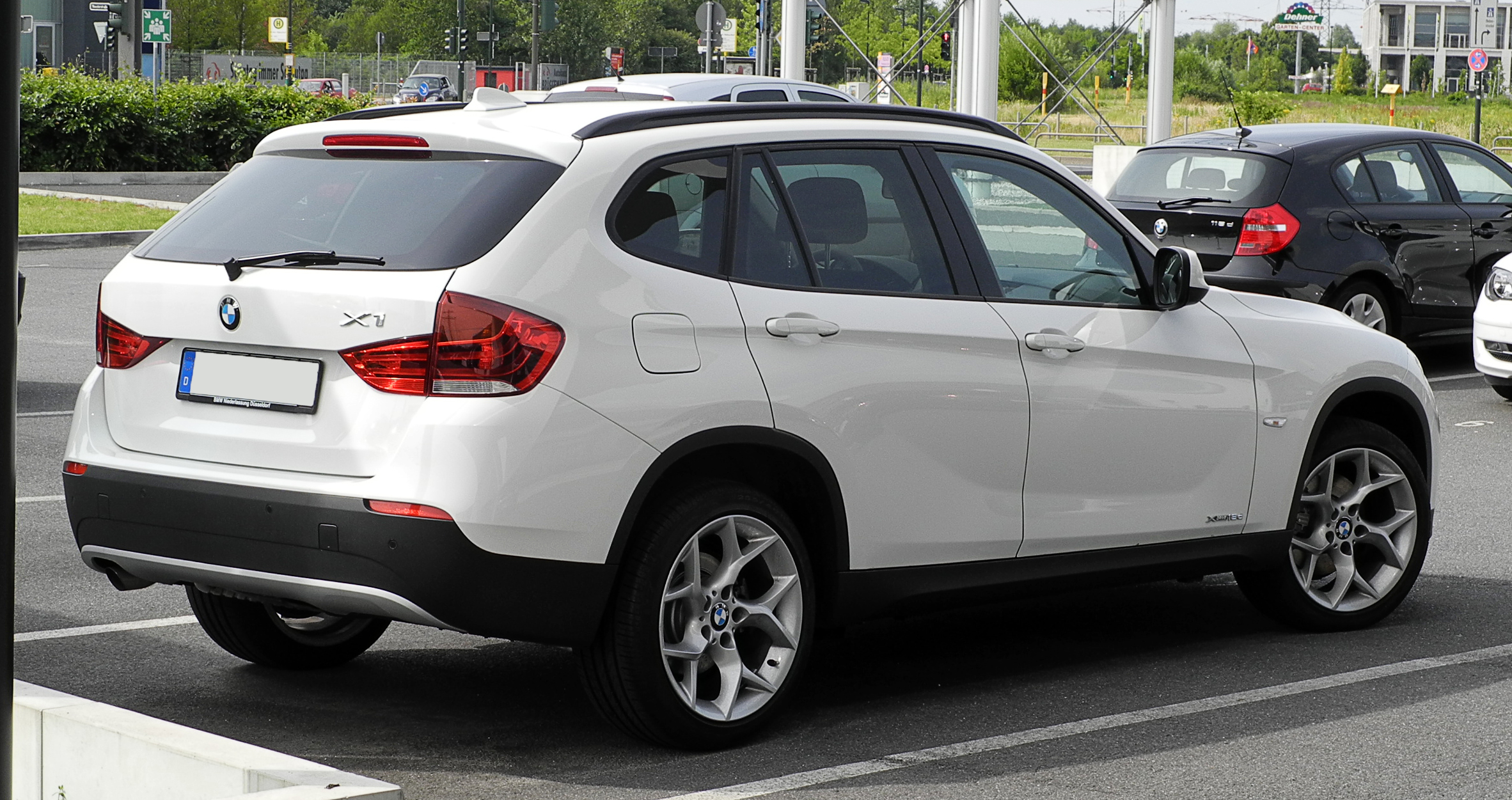
Вид ззаду
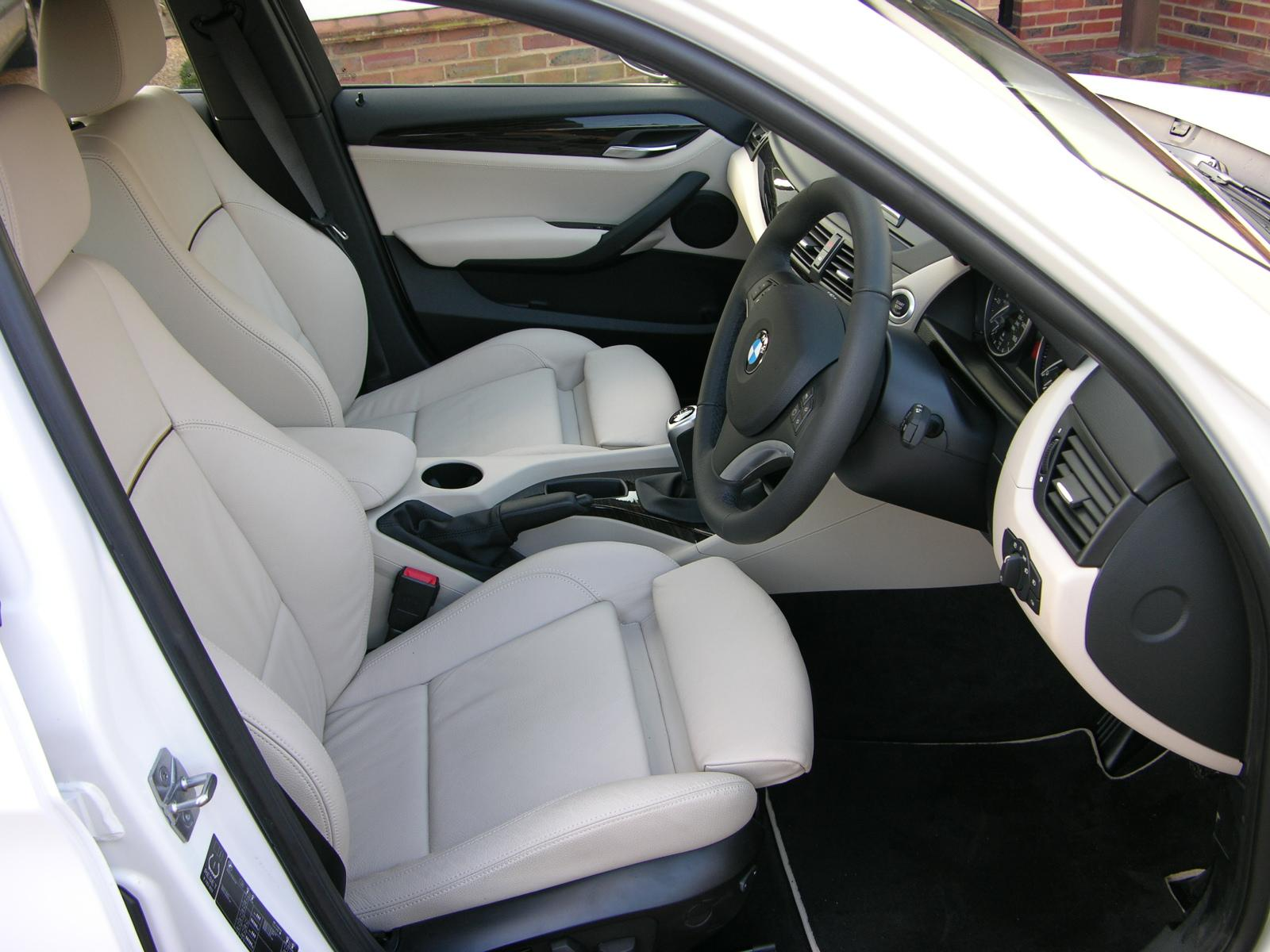
Салон, спортивні шкіряні сидіння, спецобладнання

## Моделі

### Бензинові двигуни
| Модель    | Роки           | Двигун                | Потужність                              | Крутний момент                             | 0–100 км/год (0-62 миль/год) |
| --------- | -------------- | --------------------- | --------------------------------------- | ------------------------------------------ | ---------------------------- |
| sDrive16i | 2010-2015 роки | N20B16 1,6 л турбо    | 105 кВт (143 к.с.) при 4700 об/хв       | 220 Н⋅м (162 фунт⋅фут) при 4700 об/хв      | 9,7 с                        |
| sDrive18i | 2010–2015 роки | N46B20 2.0 L I4       | 110 кВт (148 к. с.) при 6400 об/хв      | 200 Н⋅м (148 фунт⋅фут) при 3600 об/хв      | 10,4 с                       |
| sDrive20i | 2011–2015 роки | N20B20 2,0 л I4 турбо | 135 кВт (181 к. с.) при 5000–6250 об/хв | 270 Н⋅м (199 фунт⋅фут) при 1250–4500 об/хв | 7,7 с                        |
| sDrive28i | 2011-2015 роки | N20B20 2,0 л I4 турбо | 180 кВт (241 к. с.) при 5000–6500 об/хв | 350 Н⋅м (258 фунт⋅фут) при 1250–4800 об/хв | 6.1 с                        |
| xDrive25i | 2010–2011 роки | N52B30 3,0 л I6       | 160 кВт (215 к. с.) при 6100 об/хв      | 280 Н⋅м (207 фунт⋅фут) при 2500–3500 об/хв | 7,9 с                        |
| xDrive28i | 2009–2010 роки | N52B30 3,0 л I6       | 190 кВт (255 к. с.) при 6600 об/хв      | 310 Н⋅м (229 фунт⋅фут) при 2600–3000 об/хв | 6,8 с                        |
| xDrive28i | 2011–2015 роки | N20B20 2,0 л I4 турбо | 180 кВт (241 к. с.) при 5000–6500 об/хв | 350 Н⋅м (258 фунт⋅фут) при 1250–4800 об/хв | 6,4 с                        |
| xDrive35i | 2013–2015 роки | N55B30 3.0 л I6 турбо | 224 кВт (300 к. с.) при 5800 об/хв      | 407 Н⋅м (300 фунт⋅фут) при 1300–5000 об/хв | 5,6 с                        |

### Дизельні двигуни
| Модель                      | Роки           | Двигун                     | Потужність                         | Крутний момент                             | 0–100 км/год (0-62 миль/год) |
| --------------------------- | -------------- | -------------------------- | ---------------------------------- | ------------------------------------------ | ---------------------------- |
| sDrive16d                   | 2012–2015 роки | N47D20 2,0 л I4 турбо      | 85 кВт (114 к. с.) при 4000 об/хв  | 260 Н⋅м (192 фунт⋅фут) при 1750–3000 об/хв | 11,3 с                       |
| sDrive18d                   | 2009–2015 роки | N47D20 2,0 л I4 турбо      | 105 кВт (141 к. с.) при 4000 об/хв | 320 Н⋅м (236 фунт⋅фут) при 1750—2000 об/хв | 9,9 с                        |
| sDrive20d                   | 2009–2012 роки | N47D20 2,0 л I4 турбо      | 130 кВт (174 к. с.) при 4000 об/хв | 350 Н⋅м (258 фунт⋅фут) при 1750–3000 об/хв | 8,0 с                        |
| sDrive20d                   | 2013–2015 роки | N47D20 2,0 л I4 турбо      | 135 кВт (181 к. с.) при 4000 об/хв | 380 Н⋅м (280 фунт⋅фут) при 1750—2750 об/хв | 7,4 с                        |
| sDrive20d EfficientDynamics | 2011–2015 роки | N47D20 2,0 л I4 турбо      | 120 кВт (161 к. с.) при 4000 об/хв | 380 Н⋅м (280 фунт⋅фут) при 1750—2750 об/хв | 8,3 с                        |
| xDrive23d                   | 2009–2012 роки | N47D20 2,0 л I4 твін-турбо | 150 кВт (201 к. с.) при 4400 об/хв | 400 Н⋅м (295 фунт⋅фут) при 2000—2250 об/хв | 7,3 с                        |
| xDrive25d                   | 2012–2015 роки | N47D20 2,0 л I4 твін-турбо | 160 кВт (215 к. с.) при 4000 об/хв | 450 Н⋅м (332 фунт⋅фут) при 1500—2500 об/хв | 6,8 с                        |

## Спеціальні моделі

### Powder Ride Edition
Версія X1 Powder Ride була випущена в листопаді 2012 року як опція для моделей xDrive28i і 35i. Він заснований на концепції K2 Powder Ride, представленій раніше на міжнародному автосалоні в Лос-Анджелесі в 2012 році, і створений у співпраці з K2 Sports. Моделі оснащені спеціальним обладнанням xLine (включно з ексклюзивними кольорами фарби, оновленими елементами екстер'єру, 18-дюймовими легкосплавними дисками та багатофункціональним спортивним шкіряним кермом), а також багажником на даху та боксом для даху, а також наклейками Powder Ride Edition на дверях і колесах. арки. Взимку 2013 року було представлено X1 Edition Powder Ride для моделей xDrive20i, 28i, 18d, 20d і 25d зі схожими функціями.

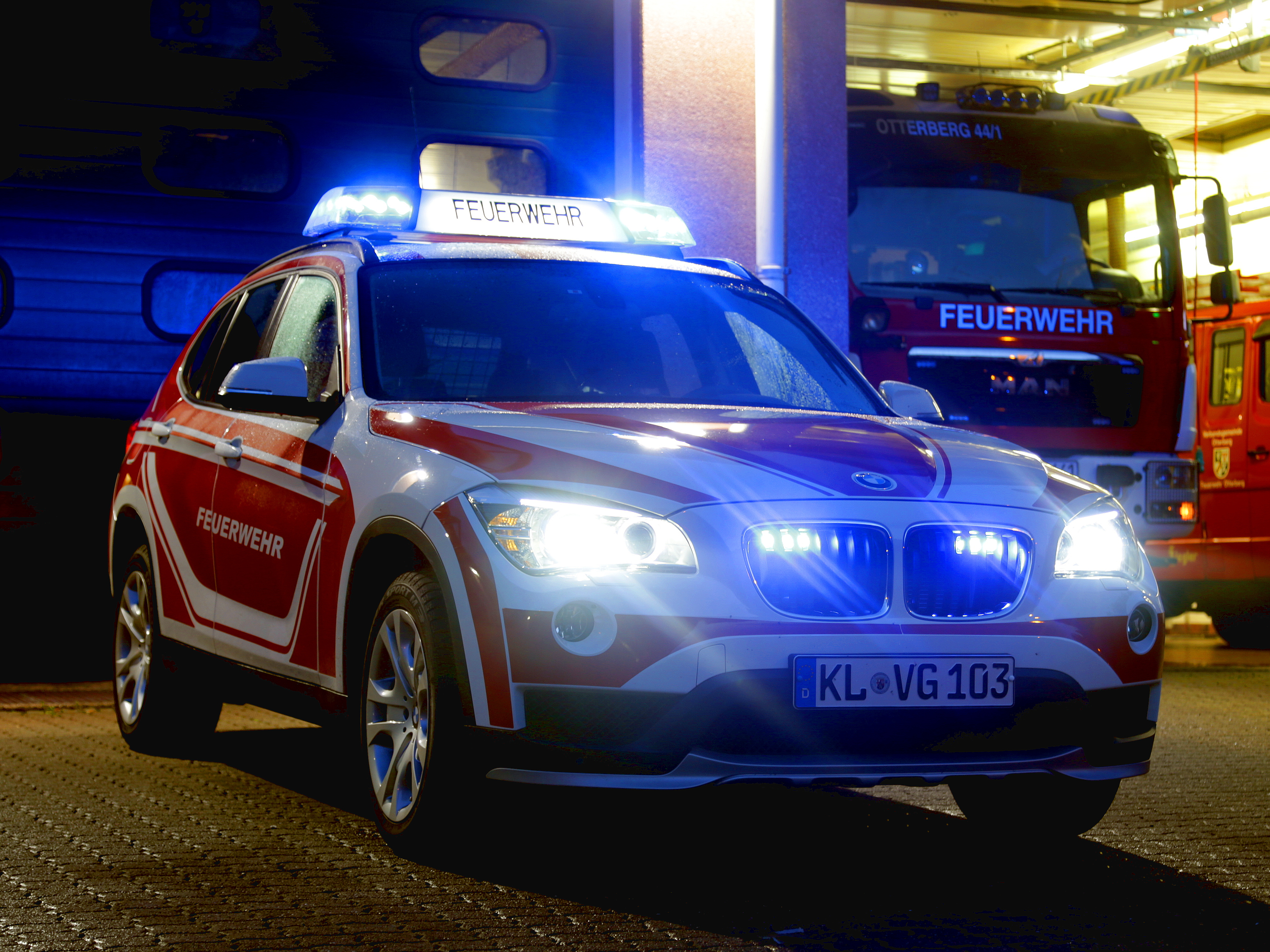
Пожежний командний автомобіль BMW X1

### Аварійні автомобілі
Версія X1 sDrive16d, спеціально створена для використання в екстрених службах, була представлена на RETTmobil 2013, щорічному з'їзді, який проводиться для демонстрації рятувальних та екстрених автомобілів. Автомобіль під назвою BMW X1 First Responder має спеціальну ліврею, проекційний дисплей, інформацію про обмеження швидкості, систему нічного бачення та навігаційну систему з інформацією про дорожній рух у реальному часі. Пожежна командна машина X1 xDrive20d також була продемонстрована роком пізніше на RETTmobil 2014.

## Зміни модельного року

### 2011 рік
З осені 2011 року набули чинності такі зміни:
- Представлена модель X1 sDrive20d EfficientDynamics[25]
- Двигун xDrive28i оновлено до N20B20 (2,0-літровий 4-циліндровий турбонаддув) і тепер має механічну коробку передач[26]
- Дизельні моделі отримали підвищену шумоізоляцію[27]
- Моделі 20i, 28i та 20d тепер мають функцію резервного гальмування та функції допомоги при рушанні з місця[28]

### 2012 фейсліфтинг
Наступні зміни були показані на Нью-Йоркському міжнародному автосалоні 2012 року:
- Зміни зовнішнього дизайну, включаючи: оновлені фари, задні ліхтарі, передні бампери та оновлені дзеркала з інтегрованими покажчиками повороту[30]
- Зміни в інтер'єрі, зокрема: оновлений дизайн центральної консолі, нові варіанти обробки салону та новий дизайн керма[31]
- Представлення комплектацій xLine, Sport і M Sport[32]
- Додавання програми BMW EfficientDynamics на всіх моделях (включаючи такі функції, як електропідсилювач керма та система старт-стоп двигуна)[33]
- Представлення перших моделей X1 для ринку США[34]

### 2014 рік
Оновлений X1 був представлений на Північноамериканському міжнародному автосалоні 2014 року і надійшов у продаж навесні 2014 року:
- Оновлені сервіси BMW ConnectedDrive[36]
- Додано нові параметри внутрішньої обробки, новий колір екстер'єру Sparkling Brown metallic та новий дизайн 17-дюймових легкосплавних дисків[37]

## Безпека
2012 X1 набрав п'ять зірок у тесті Euro NCAP.

## Обсяги виробництва
Нижче наведено дані про виробництво E84 X1:
| рік      | Всього  |
| -------- | ------- |
| 2009 рік | 8499    |
| 2010 рік | 99 990  |
| 2011 рік | 126,429 |
| 2012 рік | 147,776 |
| 2013 рік | 161,353 |
| 2014 рік | 156,471 |
| 2015 рік | 120 011 |
| Всього:  | 820,529 |

## Нагороди
- 2009 Auto Zeitung «Авто Трофей»[40]
- 2010 Auto Zeitung «Трофей дизайну»[41]
- Нагорода Red Dot 2010 за видатний дизайн продукту[42]
- 2010 Auto Bild Design Award в категорії «SUV, Van and All-Wheel Drive»[43]